# Ханс Хекеруп
Ханс Хекеруп (дан. Hans Hækkerup; Фредериксберг, 3. децембар 1945 — Мексико, 22. децембар 2013) био је дански политичар. Између 1993. и 2000. био је министар одбране Данске, а учествовао је у НАТО бомбардовању СРЈ.

## Биографија
Син је бившег министра привреде и бивше народне посланице. Године 1973. дипломирао је на Универзитету у Копенхагену. Као министар одбране у администрацији Поула Нирупа Расмусена од 1993. до 2000. године, сматра се да је активно допринео ескалацији војних напора Данске у иностранству — укључујући учешће Данске у НАТО агресији на СР Југославију 1999. године. Био је специјални представник генералног секретара за Косово од јануара до децембра 2001. године.